# 瑕疵担保条項
瑕疵担保条項（かしたんぽじょうこう）とは、売買契約などにおいて、契約の目的物に瑕疵があった際の担保責任を定めた条項。
日本法が契約準拠法の場合は、民法上の瑕疵担保責任の特約として位置づけられることとなる。
機能的に類似の性質を有する条項として、表明・保証条項がある。